# Венжовиці (Нижньосілезьке воєводство)
Венжовиці (пол. Wężowice, нім. Wensewitz) — село в Польщі, у гміні Цешкув Мілицького повіту Нижньосілезького воєводства.
Населення — 71 особа (2011).
У 1975-1998 роках село належало до Вроцлавського воєводства.

## Демографія
Демографічна структура станом на 31 березня 2011 року:
|          | Загалом | Допрацездатний вік | Працездатний вік | Постпрацездатний вік |
| -------- | ------- | ------------------ | ---------------- | -------------------- |
| Чоловіки | 35      | 12                 | 20               | 3                    |
| Жінки    | 36      | 9                  | 19               | 8                    |
| Разом    | 71      | 21                 | 39               | 11                   |